# Opel C36GET

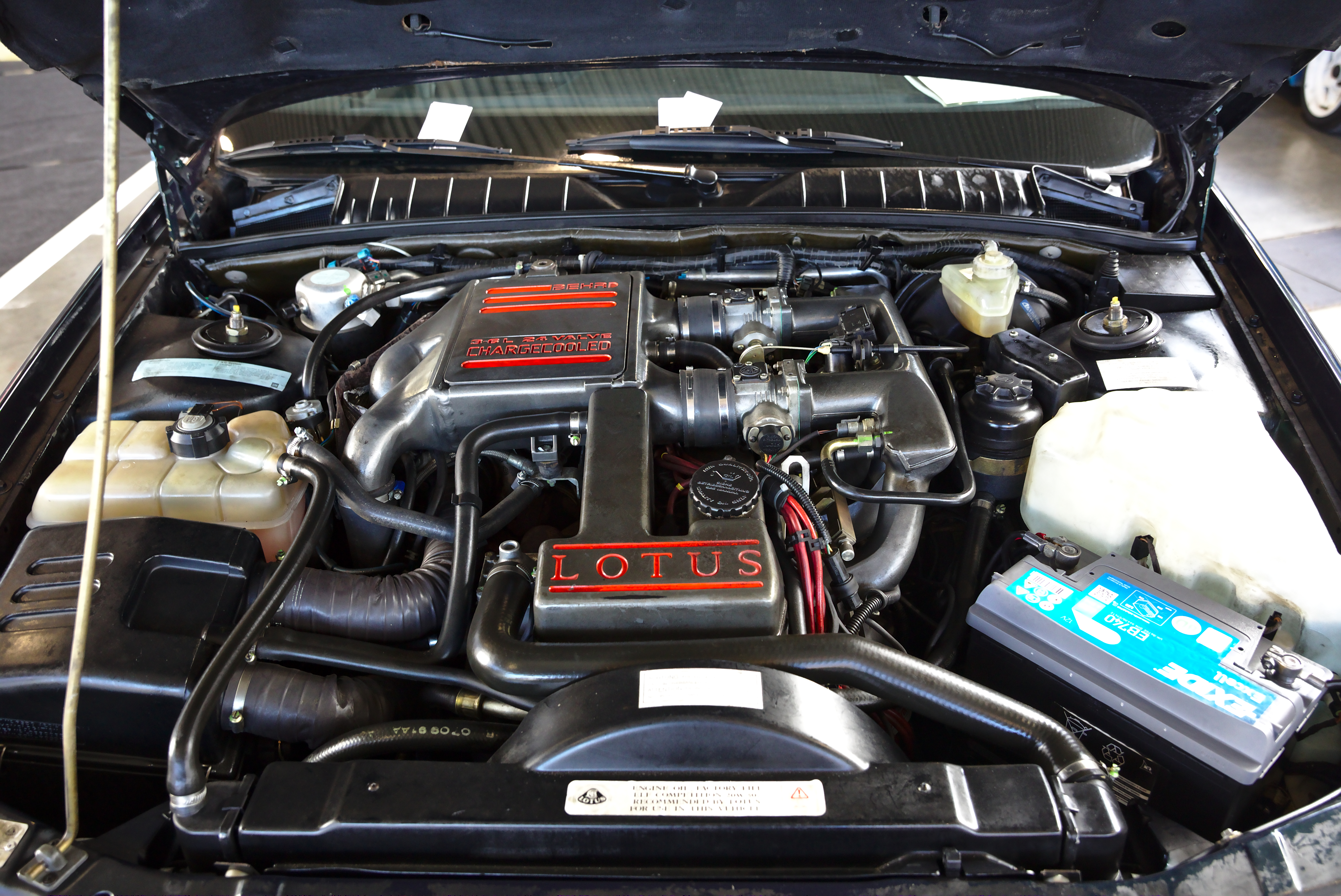
Silnik C36GET w wydaniu Lotusa - zmodyfikowana wersja silnika Opla, 377 KM

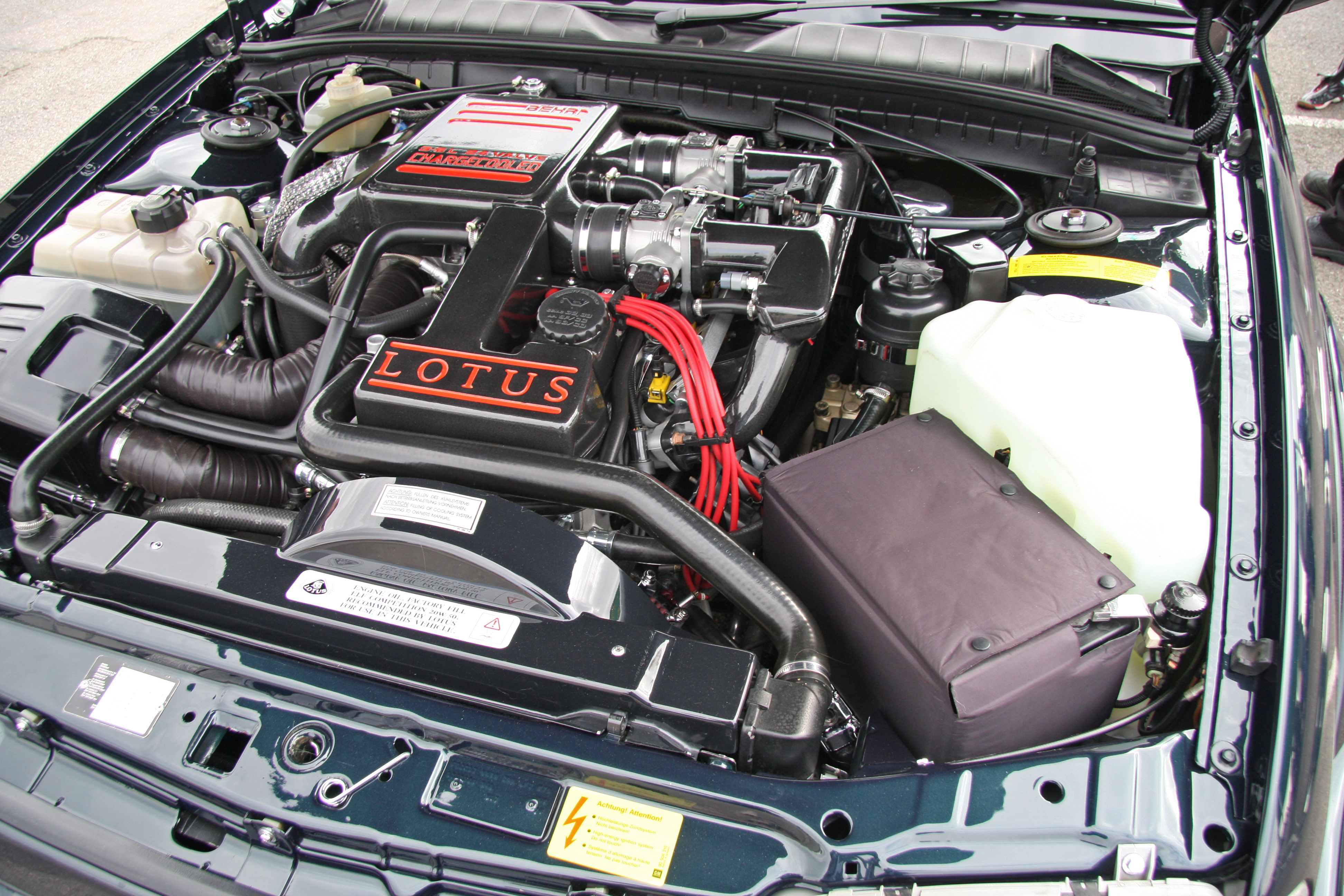
Silnik rozwijał aż 568 Nm przy 4200 obr/min

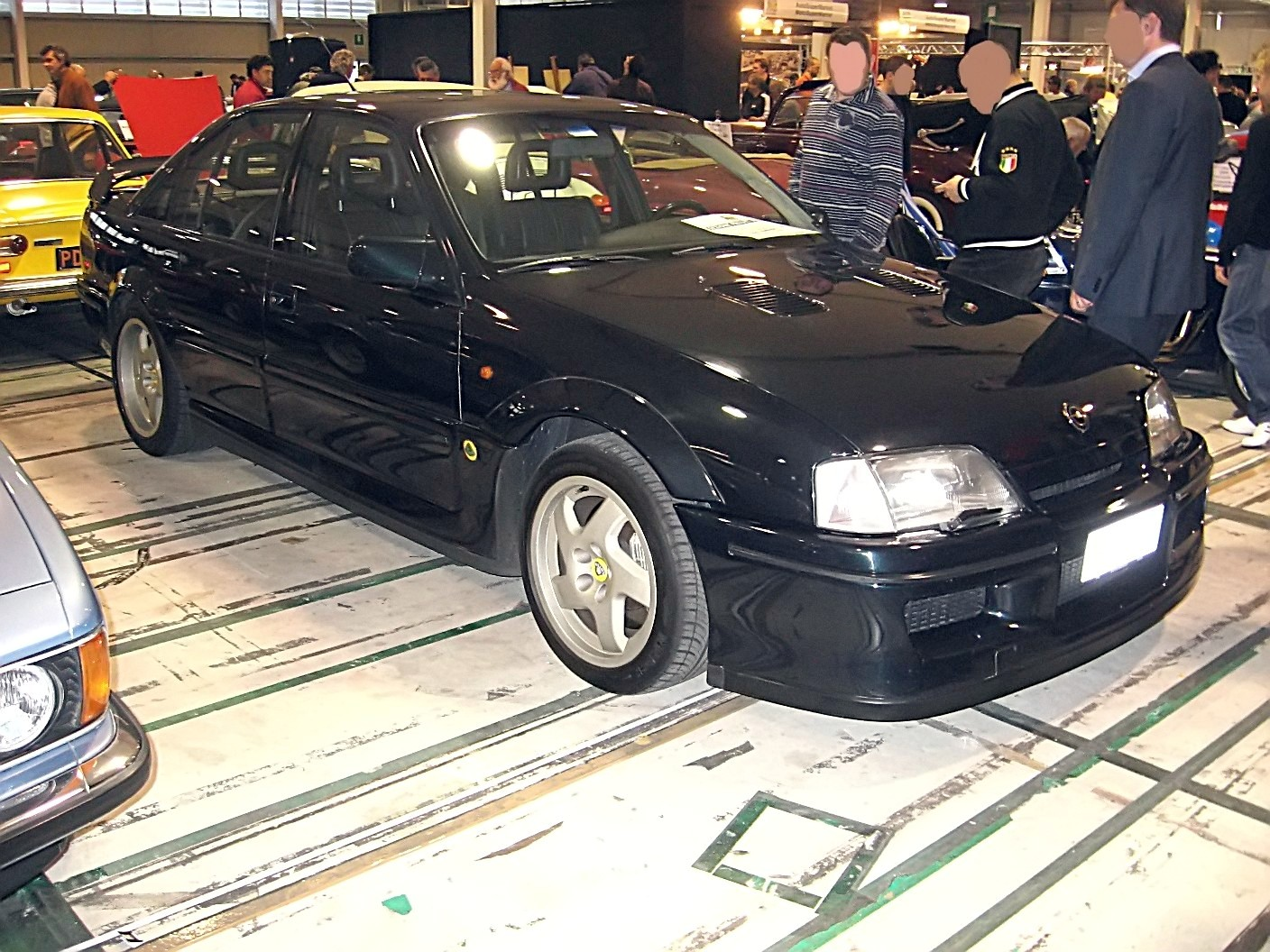
Przód auta Lotus Omega

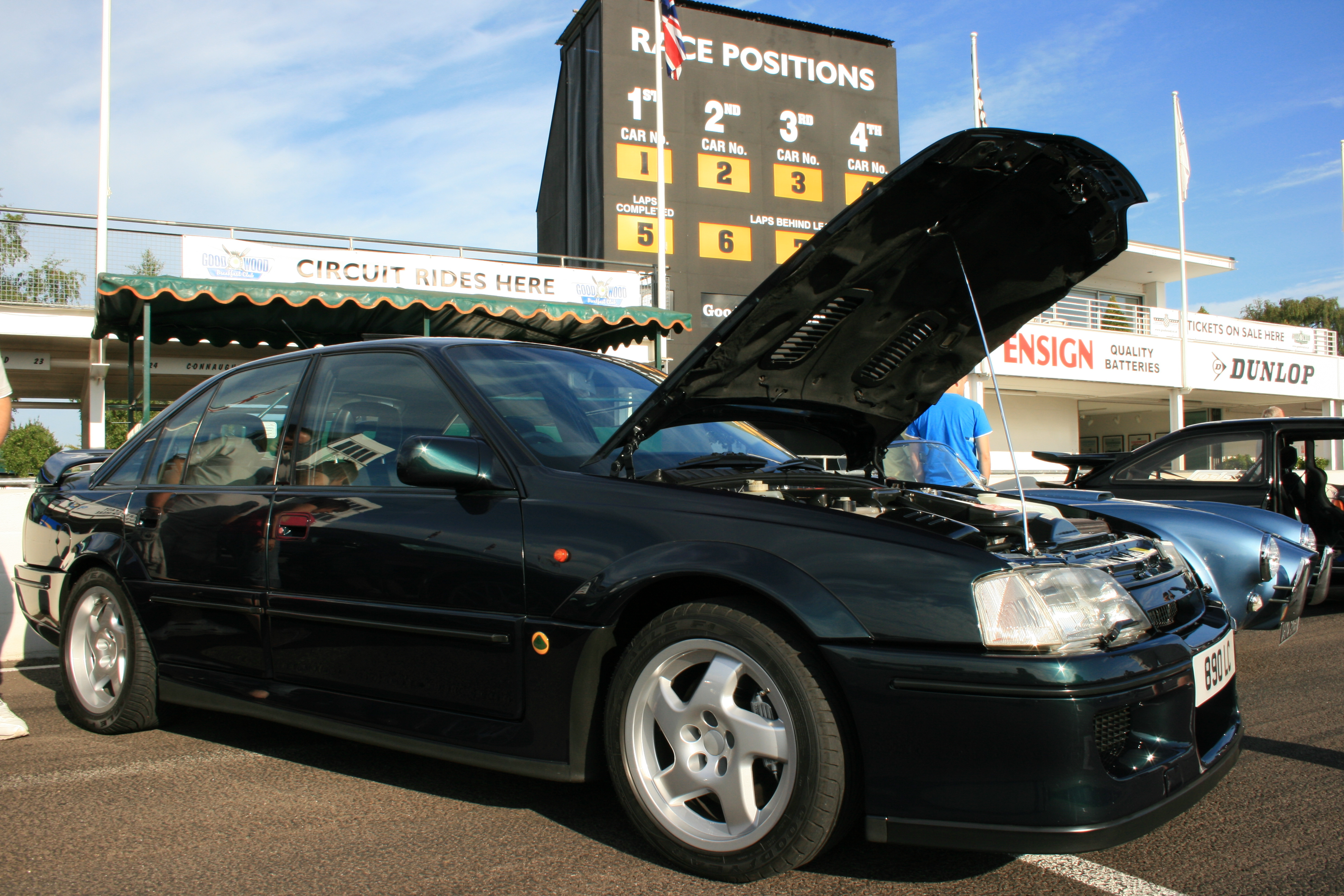

C36GET – oznaczenie silnika rzędowego marki Opel składającego się z sześciu cylindrów, 24 zaworów i dwóch turbosprężarek produkcji Garrett AiResearch. Dzięki czemu silnik rozwijał 377 KM przy 5200 obrotach na minutę. Dzięki olbrzymiej mocy i ogromnemu momentowi obrotowemu Lotus Cartlon/Lotus Omega należał do najszybszych seryjnych sedanów, zdolnych poruszać się w ruchu miejskim. Okres w jakim silnik był produkowany to 2 lata. W 1989 roku silnik był gotowy, aby w 1990 roku zostać zamontowany tylko w topowym modelu Opla Omegi A/Vauxalla Carltona Produkowany był w latach 1990-1992 w 90 latach ubiegłego wieku. Obecnie dostęp do części silnikowych jest bardzo utrudniony, ze względu na brak zainteresowania i wsparcia marki Opel. Jednak części takie jak paski czy świece są ogólnodostępne.
Do budowy silnika C36GET użyto jednostki z modelu Omega 3000 24v lub Carltona 3000 GSi w przypadku wersji angielskiej, jednak seryjny silnik był zbyt słaby konstrukcyjnie na powiększenie mocy i specjaliści z firmy Lotus wzmocnili jego konstrukcję, powiększono także pojemność skokową z 2969 cm³ do 3615 cm³. Zamontowano także kute tłoki niemieckiej firmy Mahle. Plany w końcu skupiły się także na turbodoładowaniu tego silnika. Testy z jedną, większą turbosprężarką, jednak ukazały minusy rozwiązania tego typu. Pojedyncza turbosprężarka wprawdzie rozwijała maksymalną moc, jednak moc była nie liniowa i gwałtowny przyrost mocy powodował problemy z przyśpieszaniem, jak i nagłymi przeskokami mocy np. na 3 biegu i przy małych prędkościach. Konstruktorzy Lotus mieli do czynienia z turbodziurą - (charakterystyczne zjawisko w autach z jedną turbiną). Dzięki dwóm turbosprężarkom moc przenoszona była równomiernie, bez śladów charakterystycznej turbodziury i praktycznie w całym zakresie obrotów. Wyposażono go także w dwie turbosprężarki Garrett AiResearch T25 każda o ciśnieniu sprężania 0,8 bar dzięki czemu osiągał on moc 377 KM przy 5200 obr./min i moment obrotowy sięgający gigantycznej wartości 568 Nm przy 4200 obr./min (niemalże tyle co Ferrari F40). Całości dopełniał chłodzony wodą intercooler także niemieckiej firmy Behr, w terminologii Lotusa zwany (ChargeCooler). Zastosowany akumulator firmy Varta posiadał pojemność 53Ah. Olej silnikowy zalecany to Mobil 1 o specyfikacji 15w50. Samochód wyposażony był w sześciostopniową, ręczną przekładnię firmy ZF Friedrichshafen model jaki zastosowano to S6-40. Stosowano ją także w modelu Chevrolet Corvette ZR-1, za pośrednictwem której moc przekazywana była na tylne koła. Była to jedyna skrzynia mogąca poradzić sobie z ogromnym momentem Lotusa Omegi, którą mógł użyć GM, ponieważ auto było tak mocne jak ZR-1 LT-5 (375 KM), które również zostało zaprezentowane w 1990 roku, jednak moment obrotowy silnika był znacznie większy niż u sportowego Chevroleta (501 Nm). Charakterystyczną cechą tych skrzyń była mocna budowa, a także trzeba było włożyć odrobinę więcej siły, aby przejść na wyższy bieg. Sprzęgło też było bardzo ciężkie w obsłudze, ale to już cecha charakterystyczna tego modelu jak i Corvetty ZR-1. Dzięki temu Lotus już na pierwszym biegu był zdolny rozpędzić się do 86 km/h. Ponadto dzięki 6-biegowej skrzyni z tzw. (overdrive - pol. nadbiegiem) pozwalało to Lotusowi na oszczędniejszą i cichszą jazdę na 6 biegu, choć prędkość maksymalna osiągana była już na 5 biegu. Powodowało to, że Lotus Omega przy prędkości 200 km/h osiągał niską prędkość obrotową rzędu 2000 obr./min. Pojazd mógł zużywać mniej paliwa w sytuacji, kiedy poruszał się z dużą, jednostajną prędkością przy niewielkich oporach ruchu (np: autostrady, równe odcinki drogi). Skomplikowany układ i nowe dodatkowe części stłoczone z ledwością mieściły się pod maską, wymuszając to, że nawet zwykłe naprawy były utrudnione. Silnik także grzał się dużo bardziej niż seryjne, lecz znaleziono odpowiednie rozwiązanie w projektowaniu nadwozia i spojlerów, które skutecznie schładzały prawie 380-konny samochód. Ciekawym rozwiązaniem było stworzenie otworów na masce, przez które uciekało gorące powietrze, podobnie jak w modelu Ford Escort Cosworth, u którego także znajdowały się one na masce. Właściciele tych modelów często żartowali, że mają dodatkowe wyposażenie jak podgrzewana przednia szyba (na początku lat 90 nie za często stosowana), która w czasie jesieni i zimy, wypuszczała strugi ciepła powietrza, które owiewały skutecznie frontową szybę. Lotus Omega wyposażony był w szperę (mechanizm różnicowy o ograniczonym poślizgu) o wartości 45% (taką samą jak w seryjnym modelu 3000). Przy normalnej eksploatacji samochód zużywał mniej paliwa niż odpowiedniki BMW M5 E34 i Mercedes-Benz 500E. Dzięki tym przeróbkom samochód według danych fabrycznych osiągał przyśpieszenie 0-100 km/h w 5,3 s (realne było przyśpieszenie poniżej 5 sekund, przy odpowiednim doborze ogumienia i perfekcyjnym starcie), oraz 0-160 km/h w 11 s – najlepszymi wartościami tego silnika była elastyczność. Motor otwierał skrzydła przy większych prędkościach podróżnych i oferował nad przeciętne przyśpieszenie od 120-220 km/h. Często dedykowane sportowe lub supersportowe auta miały poważne problemy, aby dotrzymać kroku. To rezultaty nadspodziewanie dobre jeśli uzmysłowimy sobie, że samochód wyposażony w ten silnik ważył ponad 1700 kg (wraz z kierowcą) i był nadal rodzinnym sedanem, 5 miejscowym i z 520 litrowym bagażnikiem, czyniąc z niego zarazem praktyczne auto. 

## Specyfikacja silnika Opla C36GET
| Typ silnika                    | C36GET | C36GET |
| Produkcja                      | 1990-1992 | 1990-1992 |
| Modele wyposażone w ten silnik | Opel Lotus Omega Biturbo | Vauxall Lotus Carlton TwinTurbo |
| Silnik                         | Opel / Lotus - 6-cylindrowy, rzędowy, 24 zaworowy - DOHC, podwójne doładowanie (Garrett T25), Elektroniczny wtrysk paliwa Bosch Motronic, | Opel / Lotus - 6-cylindrowy, rzędowy, 24 zaworowy - DOHC, podwójne doładowanie (Garrett T25), Elektroniczny wtrysk paliwa Bosch Motronic, |
| Turbodoładowanie               | TAK | TAK |
| Pojemność skokowa              | 3615 cm³ | 3615 cm³ |
| Pojemność skokowa              | 95,0 x 85,00 mm | |
| Moc maksymalna                 | 277 kW (377 KM) @ 5200 rpm | 277 kW (377 KM) @ 5200 rpm |
| Moc z 1 litra cm³              | 104,2 KM / 1 litr pojemności skokowej cm³                                                                                                 | 104,2 KM / 1 litr pojemności skokowej cm³                                                                                                 |
| Stopień srężania               | 8.2:1 | 8.2:1 |
| Maksymalny moment obrotowy     | (568 Nm) @ 4200 rpm > (500 Nm) @ 2500-5200 rpm > (406 Nm) @ 2000 rpm (350 Nm) @ 1500 rpm                                                  | (568 Nm) @ 4200 rpm > (500 Nm) @ 2500-5200 rpm > (406 Nm) @ 2000 rpm (350 Nm) @ 1500 rpm                                                  |
| Skrzynia biegów                | (ZF Friedrichshafen) model S6-40 (6-biegowa manualna)                                                                                     | (ZF Friedrichshafen) model S6-40 (6-biegowa manualna)                                                                                     |
| Przełożenia skrzyni biegów     | 1 – 2,68:1, 2 – 1,80:1, 3 – 1,29:1, 4 – 1:1, 5 – 0,75:1, 6 – 0,50:1, wsteczny – 2,5:1                                                     | 1 – 2,68:1, 2 – 1,80:1, 3 – 1,29:1, 4 – 1:1, 5 – 0,75:1, 6 – 0,50:1, wsteczny – 2,5:1                                                     |